# Sammie Moreels
Pour les articles homonymes, voir Moreels.
Sammie Moreels, né le 27 novembre 1965 à Gand, est un coureur cycliste belge, professionnel de 1989 à 1996. Il est devenu par la suite directeur sportif de l'équipe Verandas Willems.

## Palmarès

### Palmarès amateur
- 1984
  - 3e du championnat de Belgique sur route juniors
- 1987
  - 7eb étape du Tour du Hainaut occidental
- 1988
  - 4ea étape du Circuit de la Sarthe
  - 2e de Gand-Ypres
  - 2e de Hasselt-Spa-Hasselt

### Palmarès professionnel
| - 1989 - 5e étape du Tour du Vaucluse - Grand Prix d'Isbergues - 2e de Paris-Camembert - 4e de la Flèche wallonne - 5e de Liège-Bastogne-Liège - 6e de Paris-Tours - 9e de la Wincanton Classic - 1990 - 2e étape du Tour de Galice - 2e du Grand Prix de la ville de Zottegem - 3e du Grand Prix des Amériques - 7e de la Wincanton Classic - 1991 - Grand Prix de Cholet-Pays de Loire - Grand Prix du canton d'Argovie - 2e du Grand Prix de Montréal - 3e du Grand Prix de Wallonie - 3e de Milan-Turin - 3e du Tour du Piémont - 9e du Tour de Lombardie | - 1992 - Trofeo Laigueglia - 3e du Grand Prix de Wallonie - 1993 - Championnat des Flandres - 4e étape du Tour d'Andalousie - 2e du Stadsprijs Geraardsbergen - 1994 - 6e étape de la Fresca Classic - 1995 - 2e du Grand Prix de Cholet-Pays de Loire - 3e du Grand Prix d'Isbergues - 1996 - 2e du Circuit des bords flamands de l'Escaut |  |

## Résultats sur les grands tours

### Tour de France
3 participations
- 1991 : hors délai à la 16e étape
- 1992 : 100e
- 1995 : hors délai à la 9e étape

## Palmarès sur piste

### Championnats de Belgique
- 1991
  -  Champion de Belgique de l'omnium